# コレリ大尉のマンドリン
『コレリ大尉のマンドリン』（コレリたいいのマンドリン、Captain Corelli's Mandolin）は、ルイ・ド・ベルニエールの小説。及びそれを原作とした映画。
イギリスでは1993年に出版。1995年にコモンウェルス賞受賞。日本では2001年9月に東京創元社より出版（訳：太田良子）。
第二次世界大戦中の1943年、ギリシャのケファロニア島で、降伏したイタリア軍部隊の将兵117人がドイツ国防軍により虐殺された事件（アックイ師団虐殺）を元にしている。この事件に関与した国防軍の一人であるアルフレート・シュトルクには、2013年10月、ローマの軍事裁判で終身刑が言い渡された。

## あらすじ
第二次世界大戦下のギリシャ・ケファロニア島はイタリア軍とドイツ軍によって占領されていた。イタリア軍占領部隊の指揮官・コレリ大尉は、マンドリンを背負った大らかで屈託のない人物だった。島民と占領軍将兵との牧歌的な日々は、やがてイタリアの単独降伏によって一変する。

## 登場人物
- アントニオ・コレリ大尉
- ペラギア
- イアンニス
- マンドラス
- ギュンター・ヴェーバー大尉
- ドロスーラ

## 映画
イギリスでは2001年5月4日に、アメリカでは同年7月17日に、日本では同年9月22日に公開。
日本公開時のキャッチコピーは「彼は弾き続ける――人生の喜びを伝えるために。」。

### キャスト
| 役名                   | 俳優                       | 日本語吹替 |
| ---------------------- | -------------------------- | ---------- |
| アントニオ・コレリ大尉 | ニコラス・ケイジ           | 大塚明夫   |
| ペラギア               | ペネロペ・クルス           | 日野由利加 |
| イアンニス医師         | ジョン・ハート             | 中村正     |
| マンドラス             | クリスチャン・ベール       | 小山力也   |
| ウェーバー大尉         | デヴィッド・モリッシー     | 土師孝也   |
| ドロスーラ             | イレーネ・パパス           | 此島愛子   |
| カルロ                 | ピエロ・マギオ             | 手塚秀彰   |
| エレーニ               | ヴィキ・マラガキ           | 亀井芳子   |
| スタマティス           | ゲラシモス・スキアダレシス | 宝亀克寿   |
| スタマティスの妻       | アスパシア・クラリ         | 竹口安芸子 |
| ココリオス             | マイケル・ヤナトス         | 福田信昭   |
| ギャンディン           | ロベルト・シトラン         | 小島敏彦   |
| バルグ                 | パトリック・マラハイド     | 西村知道   |

- その他の声の吹き替え：小室正幸/野沢由香里/中博史/根本央紀/落合弘治/桐本琢也/海老原英人/加瀬康之

### スタッフ
- 監督：ジョン・マッデン
- 製作：ティム・ビーヴァン、エリック・フェルナー、マーク・ハッファム、ケヴィン・ローダー
- 脚本：ショーン・スロヴォ
- 撮影：ジョン・トール
- 音楽：スティーヴン・ウォーベック

### 評価
レビュー・アグリゲーターのRotten Tomatoesでは118件のレビューで支持率は28%、平均点は4.50/10となった。Metacriticでは33件のレビューを基に加重平均値が36/100となった。

### 備考
- ペネロペ・クルスは、本作で第22回ゴールデンラズベリー賞の最低女優賞にノミネートされた。